# 香川プロスポーツクラブ連絡協議会
香川プロスポーツクラブ連絡協議会（かがわプロスポーツクラブれんらくきょうぎかい）は、香川県をホームタウンとして活動しているプロ・アマスポーツ競技団体の連携機関である。

## 概要
特定非営利活動法人カマタマーレスポーツクラブ（当時、カマタマーレ讃岐を運営）が発起人となって各クラブに連携の強化を呼び掛け、バレーボールの四国Eighty 8 Queen、野球の香川オリーブガイナーズ、サッカーのカマタマーレ讃岐、バスケットボールの高松ファイブアローズ（現・香川ファイブアローズ）、アイスホッケーの香川アイスフェローズが参加して2007年2月5日に発足した。
地域密着を共通理念に、イベント共催、観客促進事業、行政機関等との交渉などを横断的に活動していくことを目的とする。ケーブルメディア四国（高松ケーブルテレビ）にて応援番組「すぽコロ。」を放送する他、スポーツ教室やファン参加型のイベントなどを開催している。所属クラブ共通回数券を発券したこともあった。
2015年現在は、以前案内されていた連絡協議会名でのウェブサイトやブログは閉鎖されており、クラブチームを支援するボランティア「地域密着型スポーツチーム応援団　スポサポ香川」のウェブサイトが開設されている。

## 沿革
- 2007年2月5日 - 香川プロスポーツクラブ連絡協議会発足。初代会長に四国Eighty 8 Queen部長の高橋久夫が就任[2]。
- 2010年3月7日 - 常磐町商店街にアンテナショップ 「GO!5!ショップ」オープン[4][5]。
- 2011年7月31日 - 四国Eighty 8 Queenが仙台市移転により退会[6]。
- 2013年6月6日 - 事務所およびアンテナショップを高松天満屋に移転[7]。

　　高松天満屋は2014年3月限りで閉店となり、2015年時点の事務所は高松市国分寺町に所在していた。その後再度の移転により、2017年時点では高松市天神前であった。
- 2017年8月7日 - 新しく一般社団法人「香川プロスポーツクラブ連絡協議会」[8]が立ち上がった。

2018年現在は高松市大工町にある。

## 参加チーム

### 現在の参加チーム
- カマタマーレ讃岐（サッカー・Jリーグ）
- 香川オリーブガイナーズ（野球・四国アイランドリーグplus）
- 香川ファイブアローズ（バスケットボール・Bリーグ）
- 香川アイスフェローズ（アイスホッケー・Jアイス・ウエスト・ディビジョン）

### 過去の参加チーム
- 四国Eighty 8 Queen（バレーボール・V・チャレンジリーグ） - 2011年7月まで

## 主な活動
- スポーツ教室
- 高松商店街トレジャーハンティング
- プロスポかがわ大運動会
- アンテナショップ 「GO!5!ショップ」 - 各チームのチケット販売、ファンクラブへの入会受付、グッズの販売等を行う（2015年現在は閉鎖）。
- 所属クラブ共通回数券の発行
- ボランティアキャストの募集・運営
- スポーツツーリズム定着促進事業の受託[9]

## 県民への浸透度
2010年に香川県庁が実施した地域密着型スポーツチームについての県政世論調査（20歳以上の県民3000人が対象で、有効回答者1579人）では、92%がいずれかのチームを知っているものの、実際に観戦した経験があるのは27.8%にとどまっているという結果であった。認知度・観戦経験とも香川オリーブガイナーズがトップで、2位と3位はカマタマーレ讃岐と高松ファイブアローズ（認知度はカマタマーレが上だが、観戦経験はファイブアローズが上位）、以下四国Eighty 8 Queen、香川アイスフェローズの順であった。

## 関連項
- Jリーグ百年構想
- トップス広島
- 横浜熱闘倶楽部→横浜スポーツパートナーズ
- 川崎市ホームタウンスポーツ推進パートナー
- 神戸アスリートタウン構想
- 北海道スポーツネットワーク会議
- プライドドリームス埼玉